# 브로카 문제
수학에서 브로카 문제(Brocard's problem)는 다음을 만족하는 정수해 {\displaystyle n}, {\displaystyle m}을 찾는 미해결 문제이다.
{\displaystyle n!+1=m^{2}}
여기서 {\displaystyle n!}은 팩토리얼이다. 이 문제는 앙리 브로카가 1876년과 1885년에, 스리니바사 라마누잔이 1913년에 각각 독립적으로 제시하였다.

## 브라운 수
브로카 문제를 만족하는 정수쌍 (n,m)은 브라운 수(Brown numbers)라 불린다. 2020년까지, 브라운 수는 (4,5), (5,11), (7,71)의 3쌍만이 알려져 있다.
에르되시 팔은 브로카 문제의 다른 해가 존재하지 않는다고 추측하였다. 1993년에 Overholt와 Marius는 abc 추측이 참이라면 해가 유한함을 증명하였다. 2000년에는 계산을 통해 n이 109까지 해가 존재하지 않음을 보였다. 2017년에는 이를 1012까지 늘렸고, 2020년에는 1015까지 해가 존재하지 않음이 밝혀졌다.

## 파생 문제
1996년에 Dabrowski는 Overholt의 결과를 일반화하여, abc 추측이 참일 경우 모든 정수 {\displaystyle A}에 대해 다음을 만족하는 정수해가 유한함을 증명하였다.
{\displaystyle n!+A=m^{2}}
2002년에 Luca는 이를 더 일반화하여, abc 추측이 참일 경우 다음 식을 만족하는 정수해가 유한함을 증명하였다.
{\displaystyle n!=P(x)}
여기서 {\displaystyle P(x)}는 이차 이상의 정수계수 다항식이다.

## 같이 보기
- 수학의 미해결 문제 목록